# Pirx pilóta kalandjai
A Pirx pilóta kalandjai (eredetileg lengyelül Opowieści O Pilocie Pirxie) Stanisław Lem lengyel sci-fi-író novelláskötete. Lengyelországban 1968-ban jelent meg (noha a novellák nagy része külön-külön már szerepelt máshol), magyarul az Európa Könyvkiadónál Murányi Beatrix fordításában 1970-ben. A novellák egy űrhajós életének epizódjait mesélik el, diákéveitől tapasztalt űrveterán koráig; ifjúsági regényre emlékeztető stílusuk ellenére komoly témákat boncolgatnak, általában valamilyen erkölcsi dilemmát vagy az emberi tudás korlátait.
A könyv alapján 1972-ben Rajnai András rendezésében tévésorozat készült, amely rendkívül kis költségvetésű, jobbára háztartási eszközökből, mindennapi tárgyakból összeállított díszleteiről lett híres. A sorozat az egyik első alkalmazása volt Magyarországon a bluebox technikának. Ezek együtt jellegzetes hangulatot és látványvilágot kölcsönöztek a sorozatnak. A pilótát Papp János alakította.

## Novellák
A Pirx pilóta kalandjai a következő novellákat tartalmazza:
- Teszt
- Őrjárat
- Az Albatrosz
- Terminusz
- Feltételes reflex
- Vadászat
- A baleset
- Pirx elbeszélése
- A tárgyalás

Lem később még két Pirx-történetet írt: az Ananké magyarul az Álmatlanság című novelláskötetben jelent meg 1974-ben, a Kudarc pedig 1995-ben.

## Magyarul
- Pirx pilóta kalandjai; ford. Edward Mach, Murányi Beatrix; Európa, Bp., 1970
- Álmatlanság; ford. Murányi Beatrix; s.n., Bp., 1974 (Európa zsebkönyvek)
- A kudarc; ford. Murányi Beatrix; Magyar Könyvklub, Bp., 1995

## Magyar tévésorozat
Bővebben: Pirx kalandjai
Az 1972-ben készült öt részes magyar televíziós sorozat epizódjai a következők:
- Pirx kalandjai 1. rész: A diplomavizsga
- Pirx kalandjai 2. rész: A Galilei-állomás rejtélye
- Pirx kalandjai 3. rész: Víkend a Marson
- Pirx kalandjai 4. rész: Terminusz, a koronatanú
- Pirx kalandjai 5. rész: Akció 127 óra 25-kor

### Játékfilm
1979-ben lengyel–orosz koprodukcióban készült a Test pilota Pirxa, amely a magyar forgalmazásban a Robotokkal a Szaturnusz körül címet kapta.